# Kiełpino (Brojce)

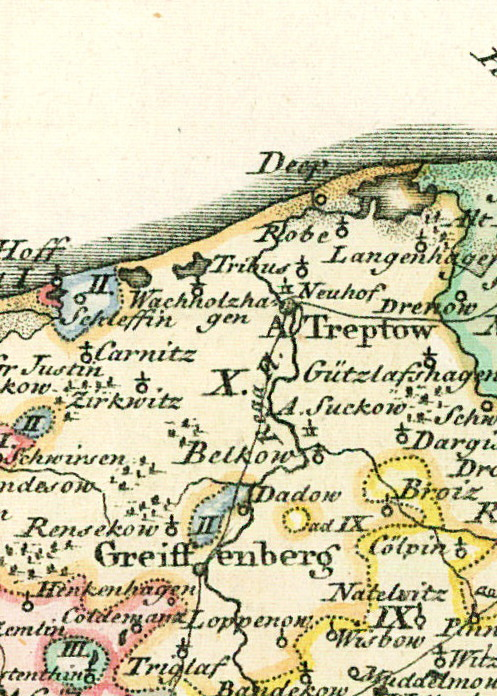
Kirchdorf Kölpin (damalige Schreibweise Cölpin oder Culpin) östlich von Greifenberg auf einer pommerschen Landkarte von 1794.

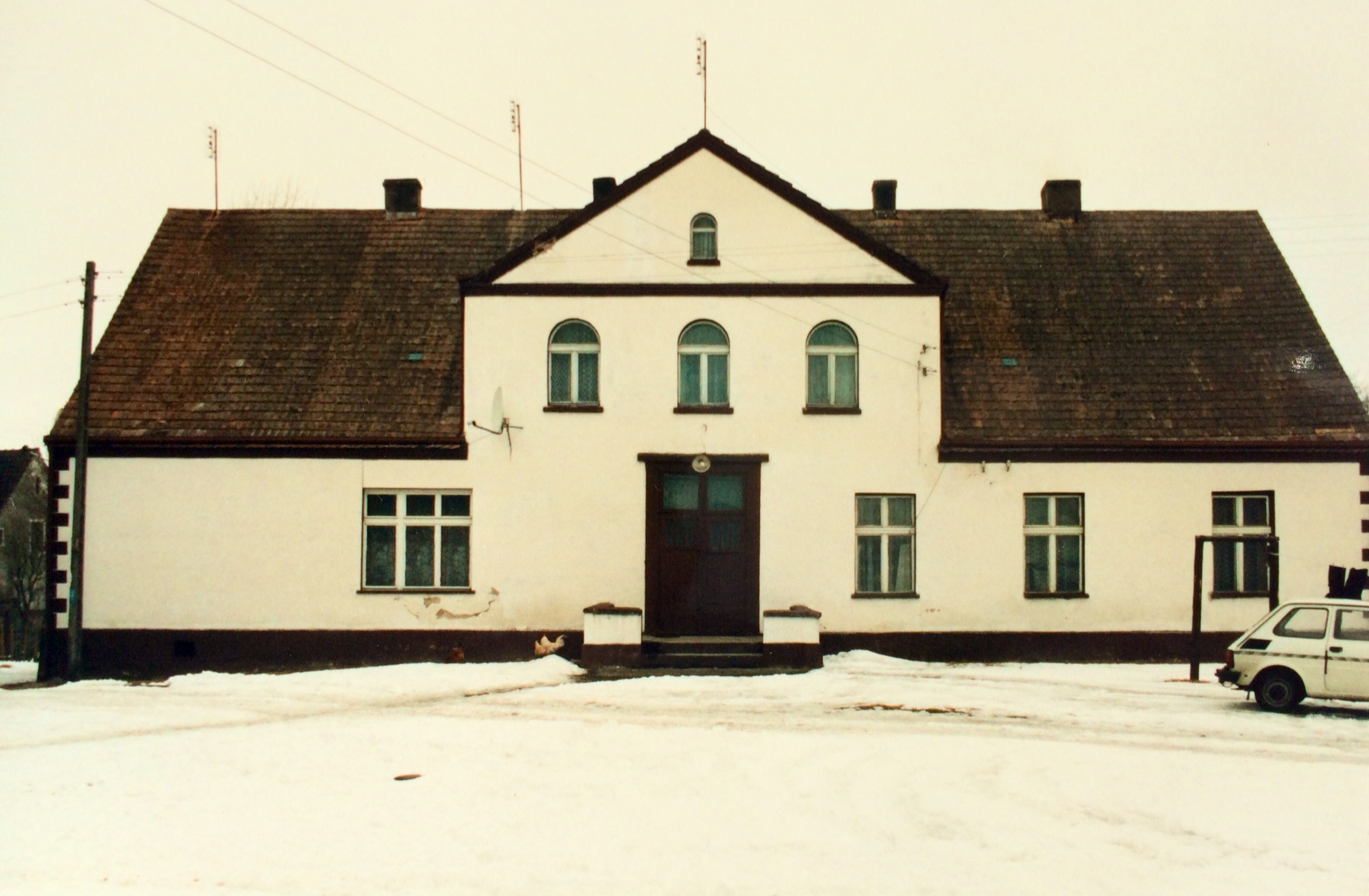
Ehem. Gutshaus (1996)

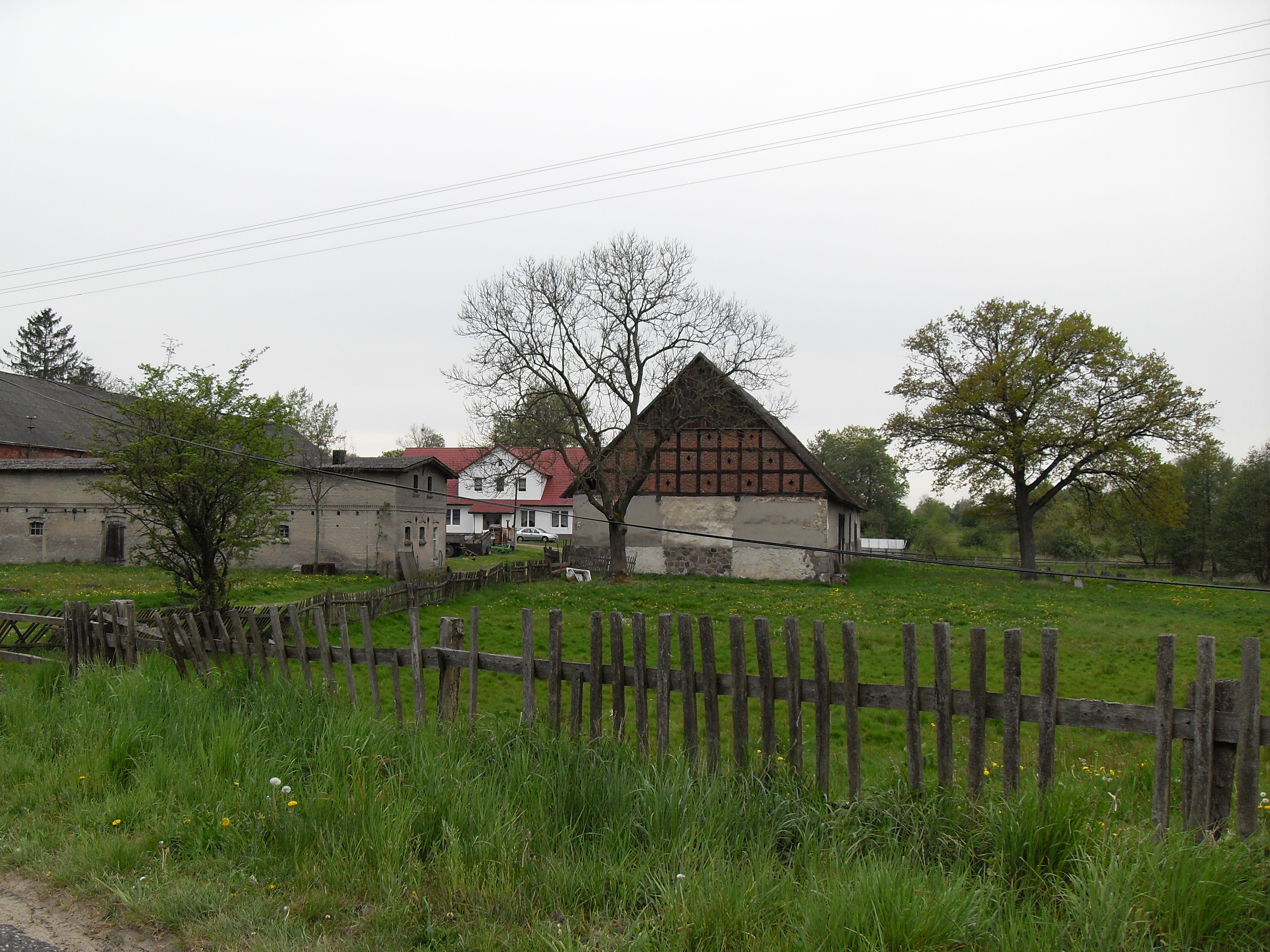
Ehem. Gutshof

Kiełpino (deutsch Kölpin) ist ein Dorf in der Woiwodschaft Westpommern in Polen. Es gehört zu der Gmina Brojce (Gemeinde Broitz) im Powiat Gryficki (Greifenberger Kreis).

## Geographische Lage
Das Dorf liegt in Hinterpommern, etwa vier Kilometer südöstlich von Brojce, 14 Kilometer östlich von Gryfice (Greifenberg) und 81 Kilometer nordöstlich der regionalen Metropole Stettin (Szczecin).

## Geschichte
Das sogenannte Kolpiner Land, in dem das heutige Kiełpino liegt, hatte früher zu einem Lehensrittergut der Familie Manteuffel gehört, die hier seit dem Jahre 1315 als Stammhaus in Pommern eine Burg besaß (Castrum Olden), von der heute nur noch Reste eines Burghügels, umgeben von einem Burggraben erkennbar sind. Im 18. Jahrhundert zerfiel Kölpin in vier Teile. Die Besitzverhältnisse des Guts änderten sich später etliche Male. Unter den Besitzern war Johann Wilhelm Christoph Steobanus von Wriechen, dem um 1800 der Anteil Kölpin C gehörte.
Bei der Separation wurden im 19. Jahrhundert (nach 1846) die Höfe Braunshof und Henselskathen von Kölpin abgetrennt und der neugebildeten Gemeinde Popiel-Seebeck zugeteilt.
Bis 1945 bildete Kölpin eine Gemeinde im Landkreis Kolberg-Körlin der Provinz Pommern. Zu der Gemeinde gehörten neben dem Dorf Kölpin die Wohnplätze Grandhof, Kölpiner Mühle, Neukölpin, Schmuckenthin und Vogelsang.
Die Region wurde nach Kriegsende zusammen mit ganz Hinterpommern Teil Polens. Das Dorf erhielt den polnischen Namen „Kiełpino“ und ist heute ein Teil der Gmina Brojce (Gemeinde Broitz), in der es mit Smokęcino (Schmuckenthin) und Raciborów (Vogelsang) ein Schulzenamt bildet.

## Entwicklung der Einwohnerzahlen
- 1816: 246 Einwohner[8]
- 1864: 644 Einwohner[8]
- 1885: 600 Einwohner, davon 391 in der Landgemeinde Kölpin, 29 im Gutsbezirk Kölpin A und 180 im Gutsbezirk Kölpin B[8]
- 1905: 505 Einwohner, davon 330 in der Landgemeinde Kölpin, 100 im Gutsbezirk Kölpin A und 75 im Gutsbezirk Kölpin B[8]
- 1925: 570 Einwohner, davon 491 in der Landgemeinde Kölpin und 70 im Gutsbezirk Kölpin[8]
- 1933: 717 Einwohner, Landgemeinde Kölpin einschließlich Schmuckenthin[8]
- 1939: 696 Einwohner, Landgemeinde Kölpin einschließlich Schmuckenthin[8]

## Kirche
Älteste Teile der Dorfkirche von Kiełpino stammen aus der Zeit der Romanik und lassen sich auf das 13. Jh. datieren. Der Hauptteil trägt jedoch Züge gotischer Bauformen (Frühgotik) und stammt vermutlich aus der Übergangszeit beider Stilrichtungen. Erstmals wurde im Jahre 1328 ein Pfarrer in Kölpin, die Kirche 1594 als St. Katharinenkirche erwähnt. Das Haupthaus ist einschiffig und als gotischer Backsteinbau auf Feldsteinsockel mit Fachwerkturm errichtet. Die außen erkennbaren Strebepfeiler sind Rudimente einer mittelalterlichen Vorbereitung zur Wölbung. Diese waren vor 1934 bis auf 4 Pfeiler am Chor entfernt. Ein weit gespannter spitzbogiger Triumphbogen befindet sich zwischen Chor und Schiff. Das Südportal ist reich profiliert, die Fenster am Längsschiff laufen spitzfömig zu und besitzen kein Maßwerk. Der Westgiebel beinhaltet heute das Hauptportal, das von drei identischen, mittig geteilten spitzbogigen Mauerblenden bekrönt wird. Der Turm wurde erst später ergänzt und ragt als spitzer schindelgedeckter Helm aus dem Gebäude. Der Glockenstuhl fußt auf vier Eichenholzständern, die als Fachwände abgeschlossen sind.
Das Inventar umfasst heute einen Altaraufsatz sowie eine Kanzel aus der Zeit des Barocks mit aufwendigen Schnitzereien. Der Altaraufsatz gliedert sich mittig als ein von Säulen gerahmtes Altarblatt Christus am Kreuz. An beiden Seiten Figuren Johannes des Täufers und Moses.
Vor 1945 waren die Ortsbevölkerung überwiegend evangelischer Konfession. Das Gotteshaus war Mutterkirche, die einst neben Broitz die Filialorte Pinnow (Pniewo), Prust (Pruszcz, seit 1907 abgezweigt), Behlkow (Bielikowo), Suckow, Wendisch Pribbernow (Przybiernowo) sowie den Ort Glitzkow umfasste. Im Jahre 1940 zählte das gesamte Kirchspiel Kölpin 1.082 Gemeindeglieder, da verblieben lediglich Pinnow mit der dortigen Tochterkirche im Kirchspiel. Es gehörte zum Kirchenkreis Greifenberg i. Pom. im Ostsprengel der Kirchenprovinz Pommern der Kirche der Altpreußischen Union. Letzter deutscher Geistlicher war Pfarrer Joachim Vahl.

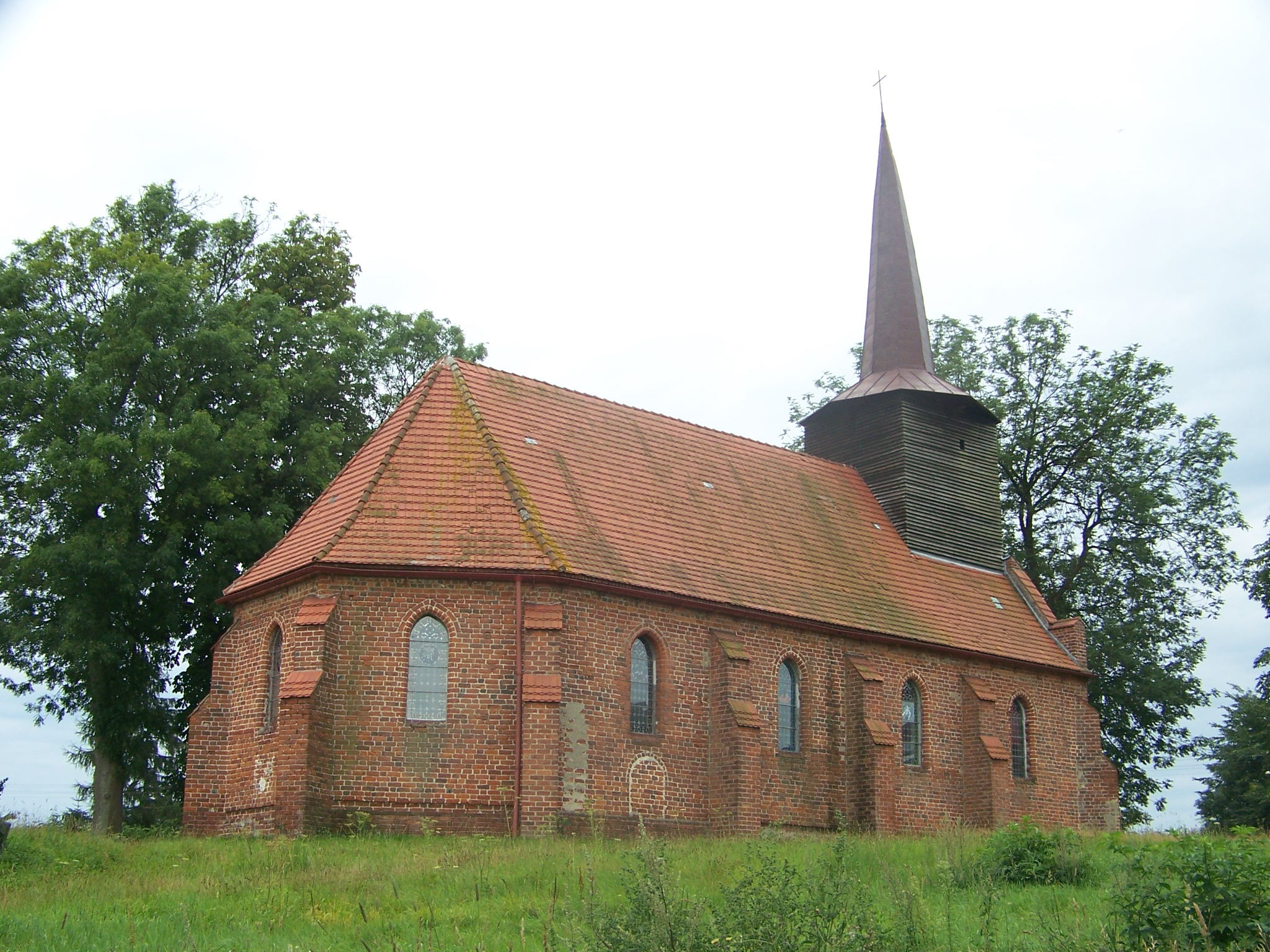
Dorfkirche (2008)
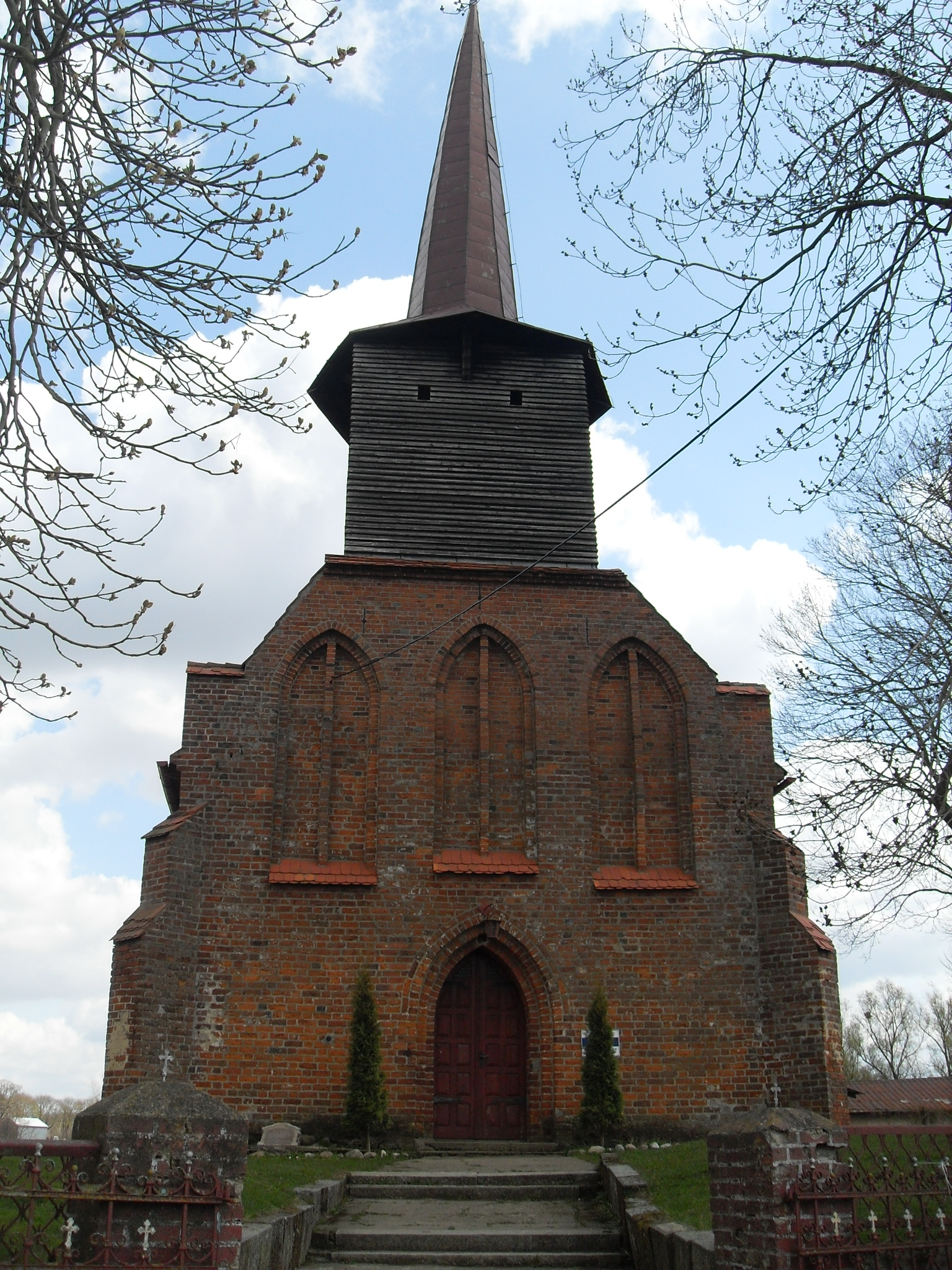
Westgiebel
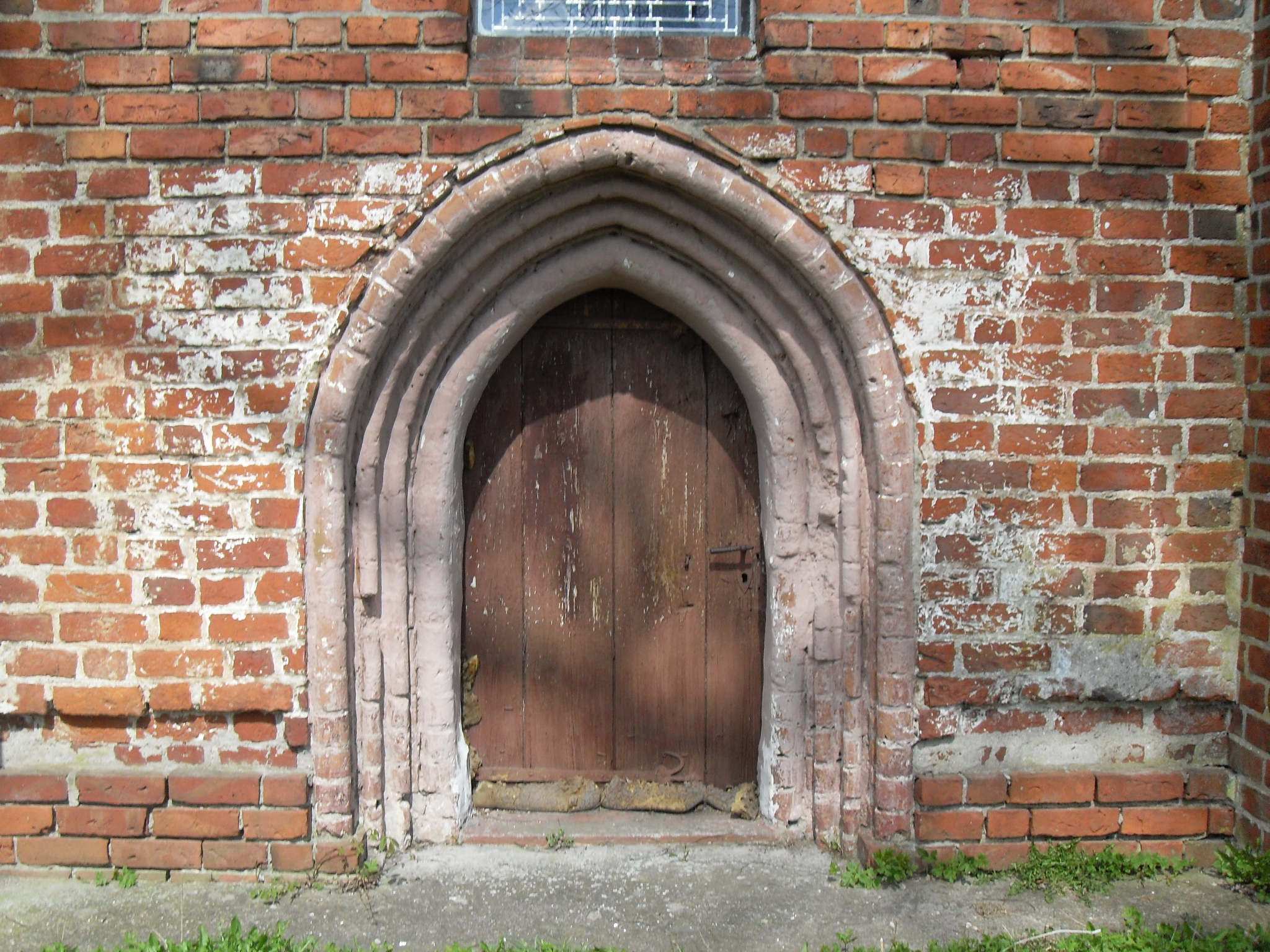
Südportal der Kirche
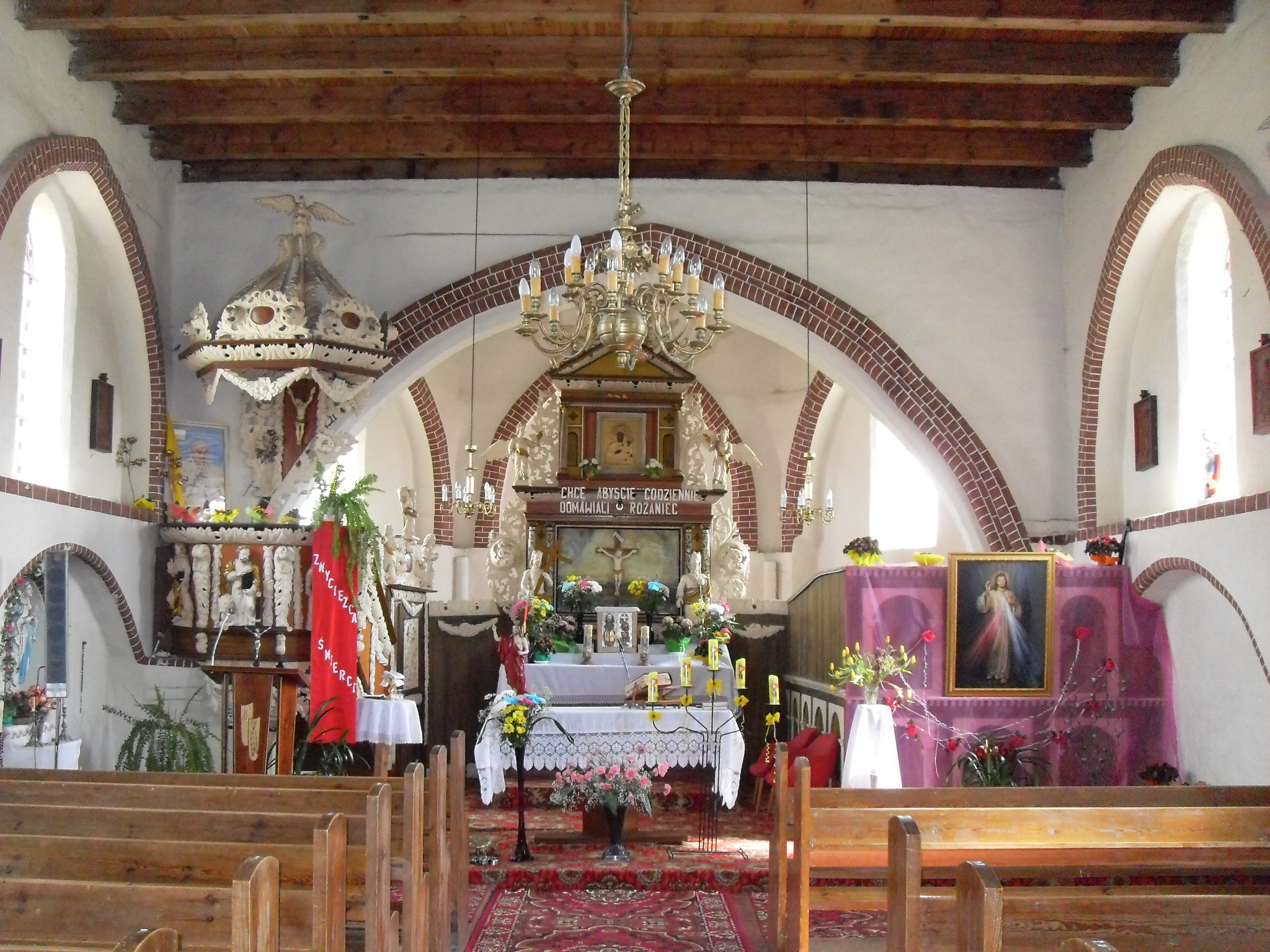
Längsschiff mit Blick in den Chor
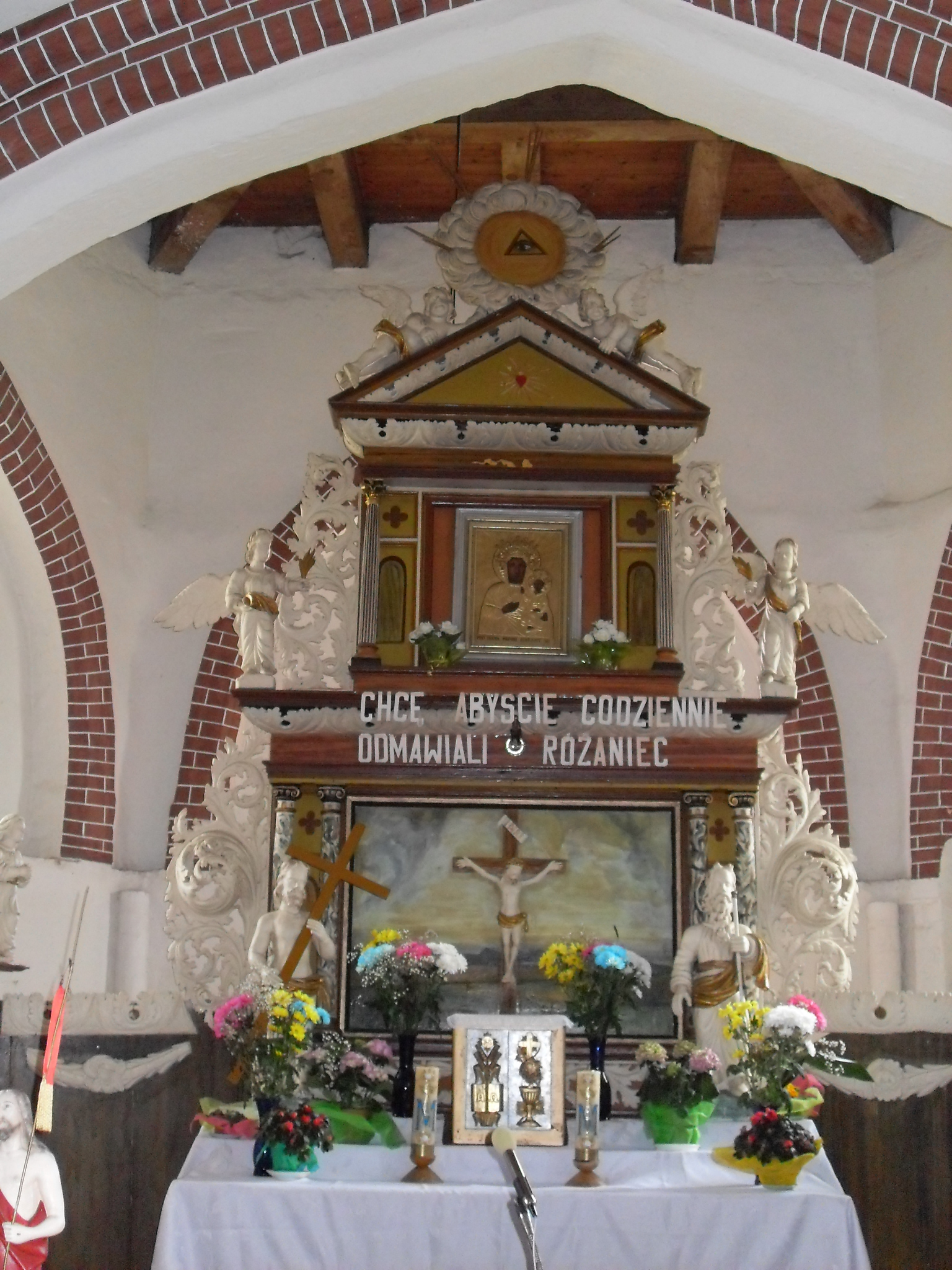
Barockaltar der Kölpiner Kirche
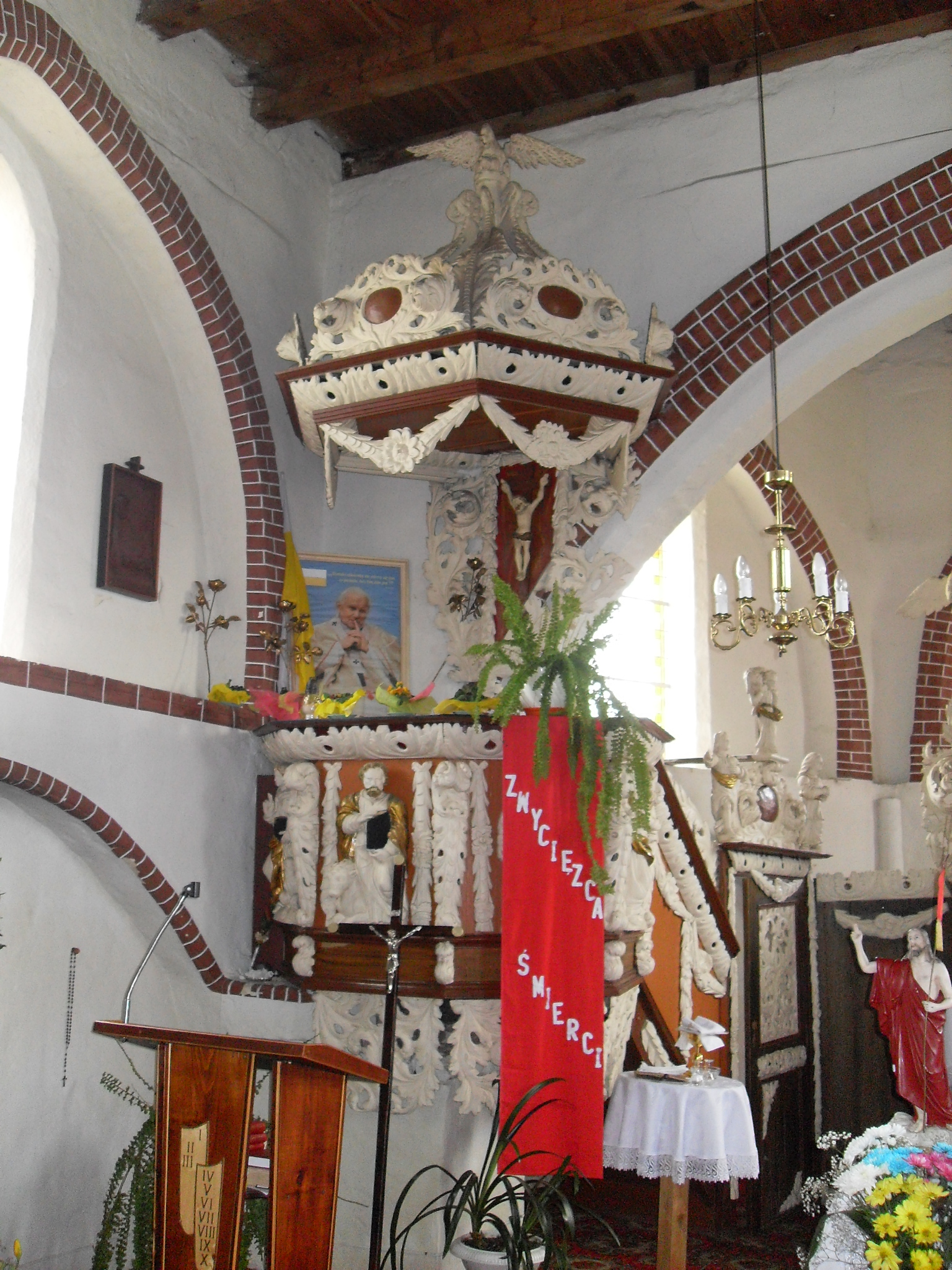
Barocke Kanzel